# NIOC

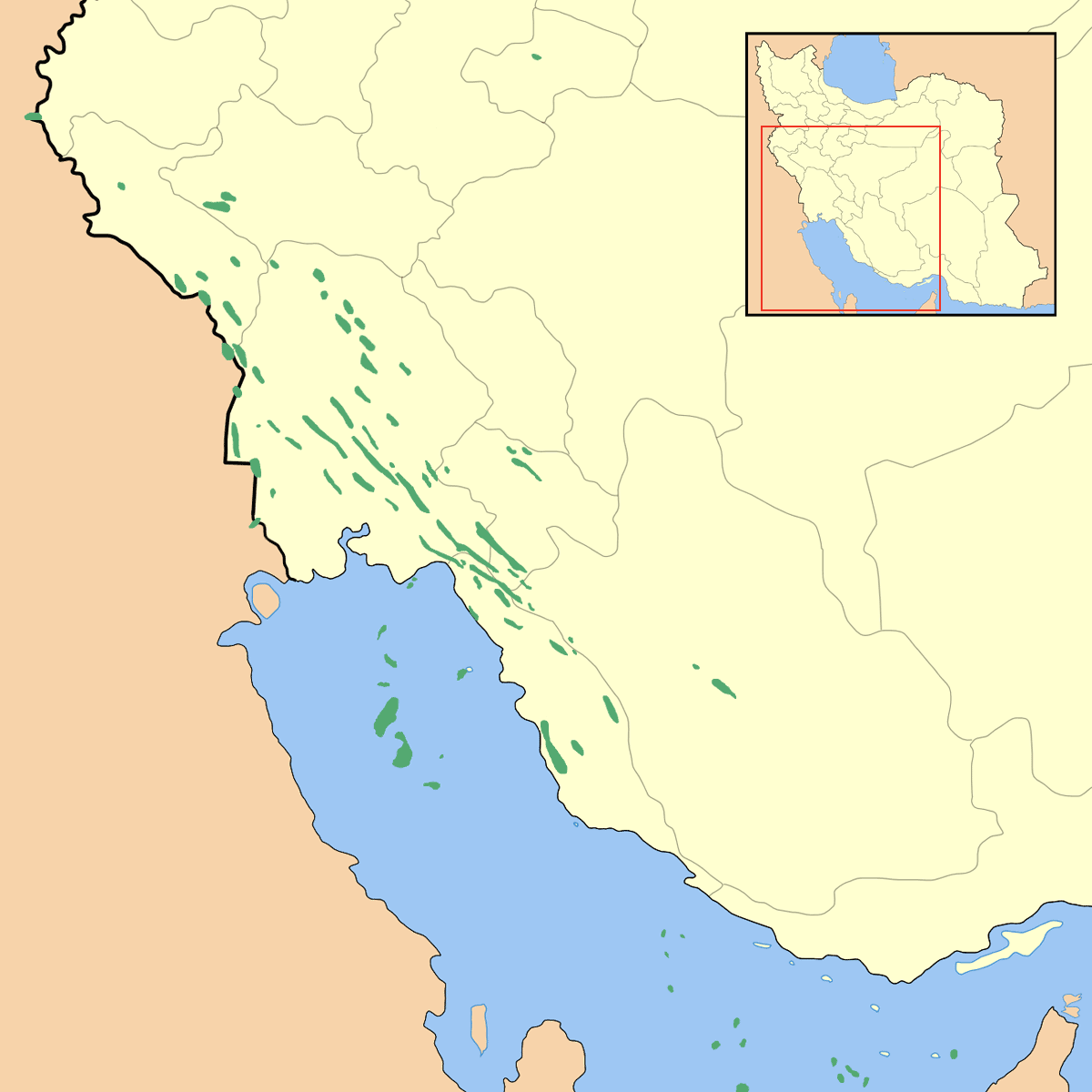
Campos petroleros iraníes.

National Iranian Oil Company (NIOC, en persa: شركت ملّی نفت ايران, tr: Sherkat-e Melli-ye Naft-e Īrān español: Compañía Nacional de Petróleo Iraní) es una empresa iraní de carácter público (dependiente del Ministerio de Petróleo de Irán) que se dedica a la producción y distribución de petróleo y gas natural. Tiene su sede en Teherán desde 1948.
NIOC fue creado con el objetivo de la exploración, desarrollo, producción, comercialización y venta de petróleo crudo y gas natural. Las reservas recuperables de petróleo y gas natural en 2005 fueron las siguientes:
-Reservas líquidas de hidrocarburos a principios de 2005: 136,99 millones de barriles (10% del total mundial). 
-Reservas de gas recuperables a principios de 2005: 28,17 Tcm (15% del total mundial). 
En 2021, NIOC era la tercera mayor empresa petrolera del mundo y produce el 50-80% de sus equipos industriales a nivel nacional incluyendo los petroleros, las plataformas petroleras, las plataformas marinas de exploración y los instrumentos.
La investigación de 2019 indica que la National Iranian Oil Company, con emisiones de 35,66 mil millones de toneladas de CO2 equivalente desde 1965, fue la compañía con la quinta emisión más alta del mundo durante ese período.
En cuanto a las exportaciones, la empresa se beneficia de sus modernas instalaciones, en las tres islas de Kharg, Lavan y Sirri, que consisten en 17 embarcaderos con capacidad de atraque para petroleros de todos los tamaños.
A partir de 2005 también es dueña de 50% del campo de gas Rhum en las afueras de la costa del Mar del Norte, que es  uno de los yacimientos más grandes de Gran Bretaña sin explotar.
| Nombre         | Miles de barriles por día | Miles de metros cúbicos por día |  |
| (en tierra)    | (en tierra)               | (en tierra)                     |  |
| -------------- | ------------------------- | ------------------------------- |  |
| Ahwaz          | 700                       | 110                             |  |
| Gachsaran      | 560                       | 89                              |  |
| Marun          | 520                       | 83                              |  |
| Bangestan      | 245                       | 39.0                            |  |
| AghaJari       | 200                       | 32                              |  |
| Karanj-Parsi   | 200                       | 32                              |  |
| Rag-e-Safid    | 180                       | 29                              |  |
| BibiHakimeh    | 130                       | 21                              |  |
| Darquin        | 100                       | 16                              |  |
| Pazanan        | 70                        | 11                              |  |
| (mar adentro)  |                           |                                 |  |
| Dorood         | 130                       | 21                              |  |
| Salman         | 130                       | 21                              |  |
| Abuzar         | 125                       | 19.9                            |  |
| Sirri A&E      | 95                        | 19.9                            |  |
| Soroush/Nowruz | 60                        | 9.5                             |  |

## Reservas de petróleo de NIOC
| Rango | Nombre    | Formación          | Petróleo inicial (Miles de millones de barriles) | Reservas recuperables iniciales (mmb) | Producción Miles de barriles por día |
| ----- | --------- | ------------------ | ------------------------------------------------ | ------------------------------------- | ------------------------------------ |
| 1     | Ahwaz     | Asmari & Bangestan | 65.5                                             | 25.5                                  | 945                                  |
| 2     | Maroun    | Asmari             | 46.7                                             | 21.9                                  | 520                                  |
| 3     | Aghajari  | Asmari & Bangestan | 30.2                                             | 17.4                                  | 200                                  |
| 4     | Gachsaran | Asmari & Bangestan | 52.9                                             | 16.2                                  | 560                                  |
| 5     | Karanj    | Asmari & Bangestan | 11.2                                             | 5,7                                   | 200                                  |

## Reservas de gas de NIOC
| Nombre               | Gas inicial | Reservas recuperables |
| -------------------- | ----------- | --------------------- |
| Pars Sur             | 500         | 322                   |
| Pars Norte           | 60          | 47                    |
| Kish                 | 60          | 45                    |
| Golshan              | 55          | 25 - 45               |
| Tabnak               | NA          | 21,2                  |
| Kangan               | NA          | 20,1                  |
| Khangiran            | NA          | 16,8                  |
| Nar                  | NA          | 13                    |
| Aghar                | NA          | 11,6                  |
| Farsi (Estructura B) | NA          | 11 - 22               |